# ラ・ニエタ・エレヒダ
『ラ・ニエタ・エレヒダ』（スペイン語: La nieta elegida）は、コロンビアのテレビドラマ。 RCNテレビシオンで2021年9月27日に初公開された。

## 登場人物

### 主な登場人物
ルイーザ・マヨルガ
演：フランシスカ・エステベス
フアン・エステバン・オソルノ
演：カルロス・トーレス
ビビアン・ロルダン
演：ジュリエット・パルダウ
サラ・ロルダン
演：コンスエロ・ルサルド